# Emil Wingstedt

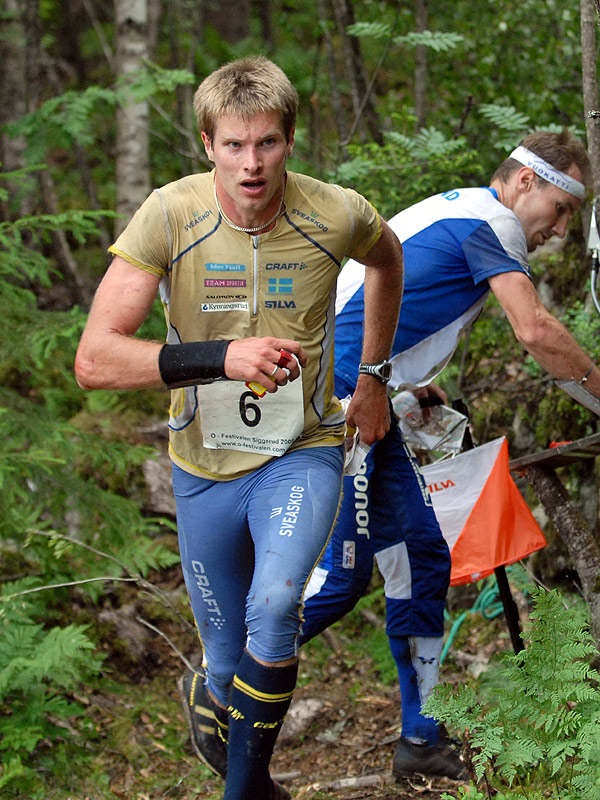
Foto uit 2008

Emil Wingstedt (Växjö, 9 mei 1975), is een Zweedse oriëntatieloper, hij is wereldkampioen en Europees kampioen op de sprint. Op de sprintafstand heeft hij goud gewonnen in elk internationaal kampioenschap waarin hij is gestart. Wingstedt loopt voor de Noorse club Halden SK en was een van de leden van het winnende Tiomila-team in 2006.

## Resultaten
Wereldkampioenschap oriëntatielopen
- Gouden medailles (2)
  - 2005 - Sprint - Aichi, Japan
  - 2006 - Sprint - Aarhus, Denemarken
- Zilveren medailles (1)
  - 2007 - Estafette - Kiev, Oekraïne

Europees kampioenschap oriëntatielopen
- Gouden medailles (3)
  - 2002 - Sprint - Sümeg, Hongarije
  - 2004 - Sprint - Roskilde, Denemarken
  - 2006 - Sprint - Otepää, Estland

World Games
- Bronzen medaille (1)
  - 2001 - Estafette - Akita, Japan